# H3N8
H3N8 är en subtyp av influensavirus typ A som har dokumenterats hos fåglar, hästar, hundar och sälar. Hos hästar orsakar viruset hästinfluensa. Hos människor var den orsak till ryska snuvan 1889.